# Planície aluvial

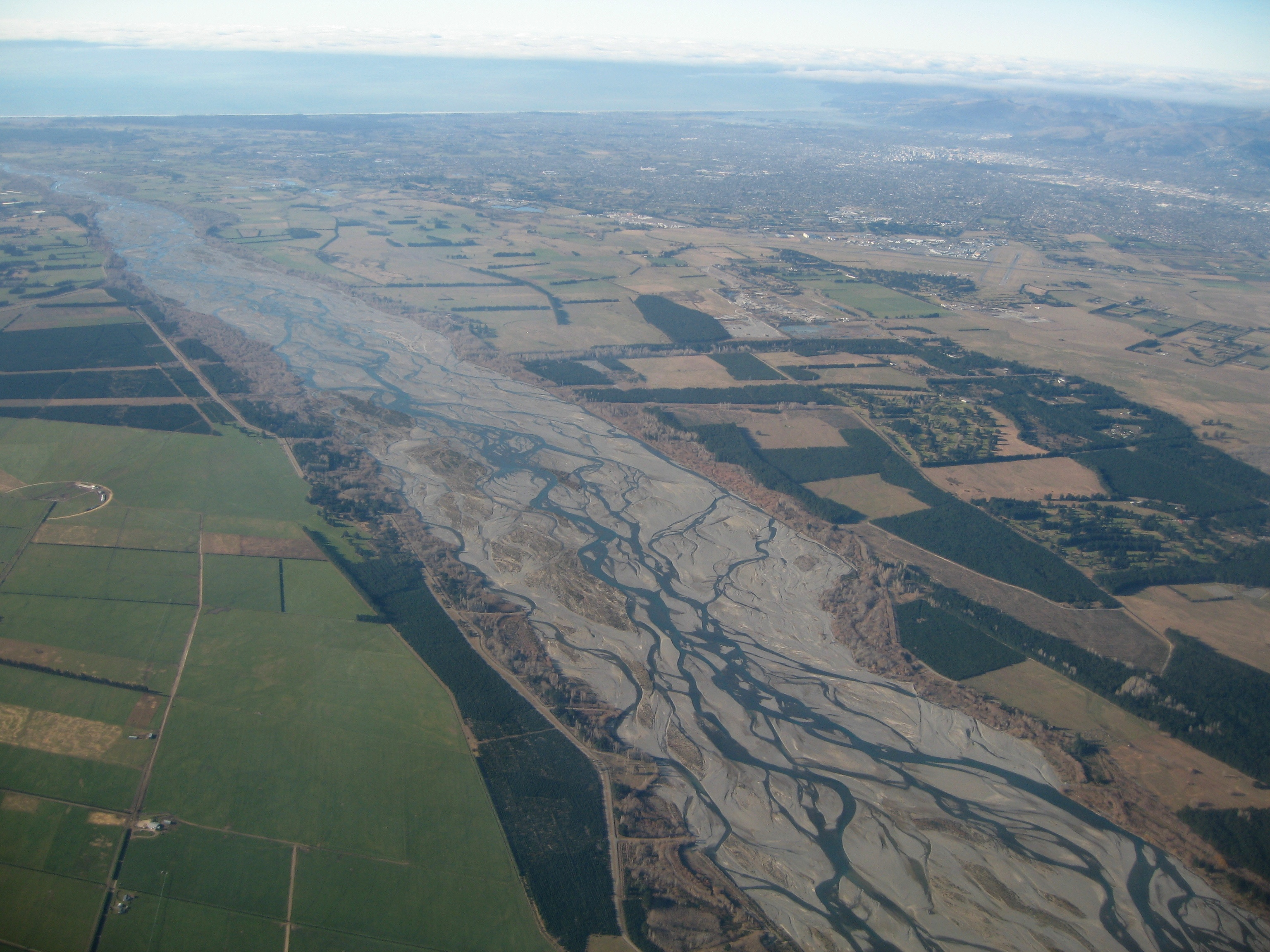
Planície aluvial do rio Waimakariri, Nova Zelândia.

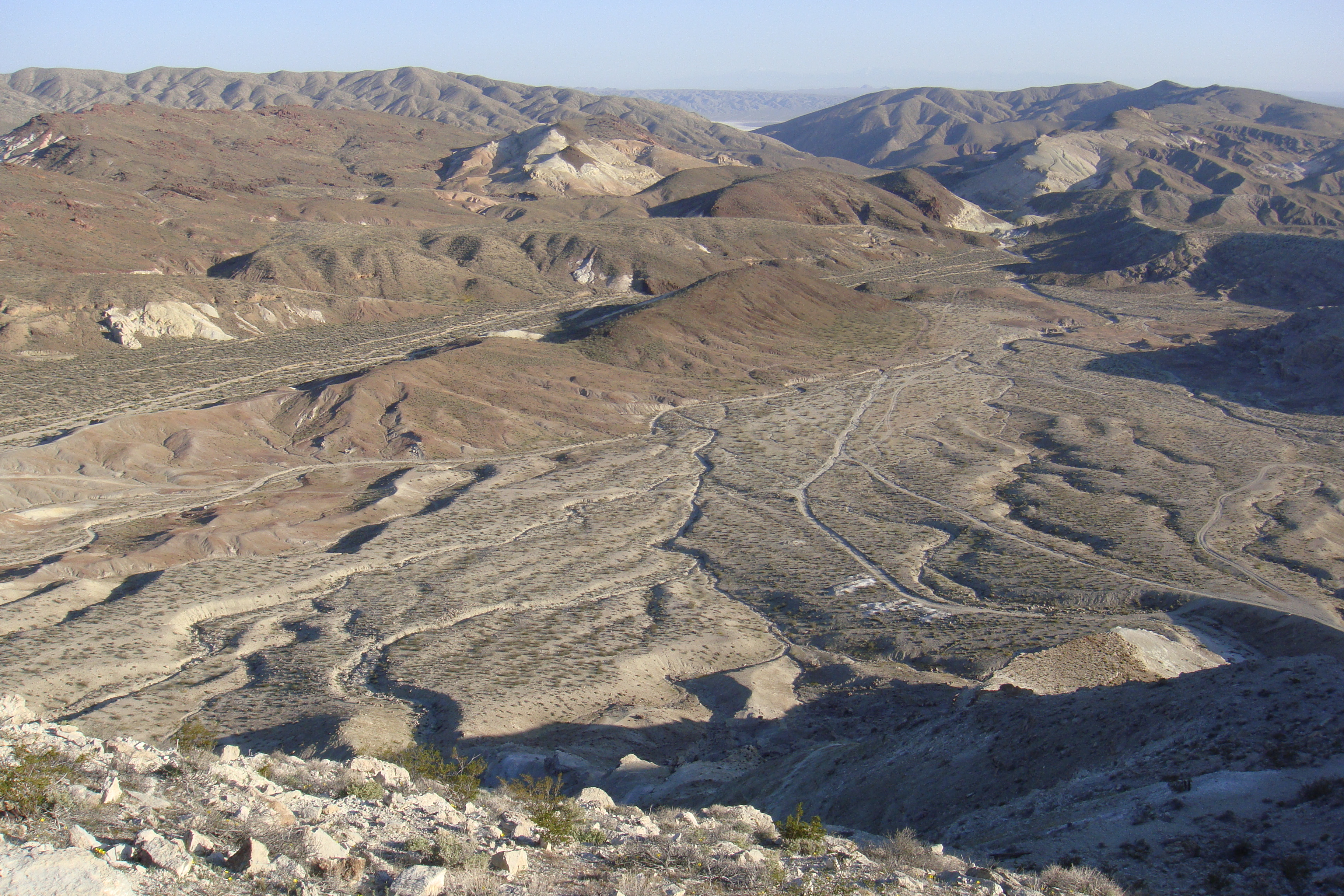
Pequena planície aluvial localizada no Parque Estadual Red Rock Canyon (Califórnia).

As planícies aluviais  são formações geológicas que se caracterizam por serem planas ou muito pouco inclinadas. Formam-se pela deposição ao longo do tempo de sedimentos trazidos por um ou mais rios, criando um solo aluvionar constituído de argila, silte e areia. Uma planície de inundação ou várzea se forma como parte do processo, sendo esta uma faixa mais estreita que alaga toda vez que o rio transborda; a planície aluvial associada pode ser muito maior, abarcando a área de antigas várzeas que já não inundam devido à elevação do solo pelo acúmulo de sedimentos, ou à mudança do curso do rio ao longo de milhares ou milhões de anos.
Solos aluviais são formados basicamente pela atuação do intemperismo químico na mesma região em que ocorre o desgaste da rocha, conservando por isso as características (ex.: massapê e terra roxa). Um outro exemplo é a planície do Tejo e do Sado.

## Exemplos
- Babilônia, Iraque
- Planície aluvial do rio Mississippi [2]
- Vale do rio Pó, Itália
- Planície aluvial de Panjabe [3]
- Planície Indo-Gangética
- Christchurch, Nova Zelândia
- Crescente Fértil
- Cidade de Ho Chi Minh, Vietname